# اشتباكات رأس اجدير 2011
اشتباكات رأس اجدير 2011 هي سلسلة من المناوشات بين قوات المتمردين المناهضة للقذافي والقوات الموالية للقذافي من أجل موقع حدودي مهم بين ليبيا وتونس في أقصى شمال غرب ليبيا.
كان هذا الموقع بمثابة خط إمداد موالي رئيسي للعاصمة طرابلس، لكنه لم يعد كذلك بعد أن استعاد المتمردون بلدة الزاوية والطريق السريع الذي يمر بها. كانت هناك بعض المخاوف من قبل المتمردون من أن القذافي قد يستخدم مركز الحدود للفرار من ليبيا، لكنهم سيطروا عليه.

## المعركة
في ليلة 13 أغسطس، بدأت قوات الثوار بالهجوم على المعبر مما دفع القوات الموالية بالرد بالدبابات وغيرها من الأسلحة الثقيلة حتى نجحوا تماما في صد الهجوم.
أعاد الثوار تنظم صفوفهم وهاجموا المعبر مرة أخرى في 21 أغسطس ضد قوات القذافي غير النظامية. حقق الثوار مكاسب واضحة في تلك الليلة إلى أن استخدمت القوات الموالية المدافع ليظل المعبر تابعا للموالين. في 23 أغسطس، ذكرت وكالة أنباء القناة الأولى الروسية أن المعبر ما زال تحت سيطرة القوات الموالية للقذافي حتى الآن وانه تم منعهم من دخول ليبيا.
في 26 أغسطس، أفاد شهود بأن الاشتباكات اندلعت مرة أخرى بين «أعداد كبيرة» من المتمردين والموالين للسيطرة على رأس اجدير. أغلق الجيش التونسي الحدود رداً على ذلك معلنا أنها «منطقة عسكرية مغلقة». هذه المرة، نجح ما لا يقل عن 100 من القوات المناهضة للقذافي في الاستيلاء على المعبر ورفعوا علمهم عند نقطة الحدود. أعادت السلطات التونسية فتح المعبر في 28 أغسطس.